# Franjo Bučar
Franjo Bučar, né le 25 novembre 1866 et mort le 26 décembre 1946 à Zagreb, est un écrivain croate d'origine slovène. Il est membre du Comité international olympique.

## Biographie
Grand amateur de sports qu'il a découvert étudiant à Vienne et Stockholm, il est considéré comme un pionnier du sport et de l'olympisme croate. Il introduit en Croatie la pratique du ski, de l’escrime, du tennis, du football, de la gymnastique, du patinage et du hockey sur glace notamment.
Le « Prix de l'État pour le sport Franjo Bucar (hr) » est décerné chaque année à des sportifs croates pour récompense de leurs performances.